# Mesoleius tasarensis
Mesoleius tasarensis är en stekelart som beskrevs av Dmitriy R. Kasparyan 2001. Mesoleius tasarensis ingår i släktet Mesoleius och familjen brokparasitsteklar. Inga underarter finns listade i Catalogue of Life.